# Come On Over (песня)
«Come On Over» — песня канадской певицы Шанайи Твейн, десятый сингл с её третьего студийного альбома Come On Over (1997). Сингл достиг первого места в кантри-чарте Канады. Песня выиграло премию Грэмми в категории Best Country Song в 2000 году.

## История
Песня вышла 6 сентября 1999 года. Сингл был успешным, он достиг позиции № 1 в Канадском кантри-чарте и 6 места в американском в Billboard Hot Country Songs (США).
Песня получила положительные отзывы музыкальной критики и интернет-изданий: Billboard.

## Официальные версии
- Original Album Version (2:55)
- International Version (2:55)
- Live from Dallas (3:00)
- Live from Still the One: Live from Vegas (2:02)

## Чарты и сертификации
| Чарт (1999)                       | Высшая позиция |
| --------------------------------- | -------------- |
| Канада (RPM Country Tracks)       | 1              |
| США (Billboard Hot 100)           | 58             |
| США (Billboard Hot Country Songs) | 6              |

| Чарты (1999)                | Позиция |
| --------------------------- | ------- |
| Canada Country Tracks (RPM) | 38      |